# 5610-es busz
Az 5610-es jelzésű autóbuszvonal helyközi autóbuszjárat Pécs és Komló között, melyet a MÁV Személyszállítási Zrt. lát el.

## Közlekedése
A járat Pécset és Komlót köti össze Mánfa érintésével. Menetideje Komló felé 34-38 perc, Pécs felé 34-40 perc.
Munkanapokon és iskolai előadási napokon Komló és Pécs között gyorsjáratok is közlekednek, amelyek Komló, Petőfi tér és Pécs, Budai vám megállóhelyek között nem állnak meg.
A 110-es számú járat Komló, Petőfi térről indul.

## Megállóhelyei
| 0  | Pécs, autóbusz-állomás végállomás  | 15 | 5 | 3, 3E, 4, 4Y, 6, 6E, 7, 7Y, 8, 13, 13E, 15, 20, 21, 21A, 22, 23, 23Y, 24, 30, 30Y, 31, 32, 32Y, 34Y, 35Y, 40, 41, 41Y, 41E, 42, 42Y, 43, 46, 60, 60A, 60Y, 73, 73Y, 103, 107E, 109E, 121, 130, 130A, 973 1134, 1486, 1503, 1504, 1524, 1535, 1562, 1564, 1566, 1568, 1569, 1577, 1578, 1579, 1641, 1665, 1668, 1673, 1707, 1740, 1742, 1843 5600, 5601, 5602, 5603, 5605, 5606, 5608, 5611, 5620, 5621, 5622, 5623, 5624, 5625, 5626, 5627, 5628, 5630, 5631, 5634, 5635, 5636, 5637, 5638, 5639, 5640, 5642, 5643, 5645, 5646, 5647, 5650, 5655, 5656, 5658, 5660, 5661, 5662, 5663, 5666, 5667, 5668, 5670, 5671, 5672, 5673, 5674, 5676, 5677, 5678, 5679, 5680, 5681, 5682, 5683, 5685, 5686, 5687, 5688, 5689, 5690, 5696, 5698, 5856, 5857 |
| ∫  | Pécs, Lánc utca                    | 14 | 4 | 1134, 1568, 1843 5605, 5606, 5608, 5611, 5620, 5622, 5623, 5624, 5625, 5626, 5627, 5628, 5630, 5631, 5634, 5635, 5636, 5637, 5638, 5639, 5640, 5642, 5643, 5645, 5646, 5655, 5656, 5658, 5856 |
| 1  | Pécs, Mohácsi út                   | 13 | 3 | 2, 2A, 4, 4Y, 13, 13E, 14, 14Y, 15, 20, 21, 21A, 60, 60Y, 102, 102Y, 104, 104A, 104E, 121, 913 1740 5605, 5606, 5608, 5611, 5620, 5621, 5622, 5623, 5624, 5625, 5626, 5627, 5628, 5630, 5635, 5636, 5637, 5638, 5639, 5640, 5642, 5643, 5645, 5646, 5650, 5655, 5656, 5658, 5856, 5857 |
| 2  | Pécs, Budai vám                    | 12 | 2 | 2, 2A, 4, 4Y, 12, 13, 13E, 14, 14Y, 15, 16, 25, 26, 60, 60Y, 102, 102Y, 104, 104A, 104E 1134, 1564, 1568, 1578, 1707, 1740, 1843 5605, 5606, 5608, 5611, 5612, 5620, 5621, 5622, 5623, 5624, 5625, 5626, 5627, 5628, 5630, 5631, 5634, 5635, 5636, 5637, 5638, 5639, 5856, 5857 |
| 3  | Pécs, Meszesi iskola               | 11 | ∫ | 2, 2A, 4, 12, 60 5611, 5856, 5857 |
| 4  | Pécs, Fehérhegy                    | 10 | ∫ | 2, 2A, 4, 12, 60 5605, 5606, 5608, 5611, 5612, 5856, 5857 |
| 5  | Pécs, Bánomi utca                  | 9  | ∫ | 2A, 4, 12, 60 5611, 5856, 5857 |
| 6  | Pécs, Hősök tere                   | 8  | ∫ | 2A, 4, 12, 60 5605, 5606, 5611, 5612, 5856, 5857 |
| 7  | Pécs, Árpádtető                    | 7  | ∫ | 4 5605, 5606, 5608, 5611, 5856, 5857 |
| 8  | Mánfa, kaposvári útelágazás        | 6  | ∫ | 1564, 1740 5605, 5606, 5608, 5611, 5612, 5856, 5857 |
| 9  | Mánfa, harangláb                   | 5  | ∫ | 5611, 5612, 5856, 5857 |
| 10 | Komló, Határ tető alsó             | 4  | ∫ | 5611, 5856, 5857 |
| 11 | Komló, Határ tető                  | 3  | ∫ | 5611, 5612, 5856, 5857 |
| 12 | Komló, Jó szerencsét utca 18.      | 2  | ∫ | 5, 9B, 11, 12, 13, 15, 17B, 18B 5611, 5612, 5856, 5857 |
| 13 | Komló, Petőfi tér                  | 1  | 1 | 5, 9B, 11, 12, 13, 15, 17B, 18B 5611, 5612, 5856, 5857 |
| 14 | Komló, Tröszt utca                 | ∫  | ∫ | 5, 6, 7, 8, 9, 9B, 11, 12, 13, 15, 17, 17B, 18, 18B, 19 5611, 5612, 5741, 5742, 5744, 5746, 5748, 5857 |
| 15 | Komló, autóbusz-állomás végállomás | 0  | 0 | 1, 2, 3, 5, 6, 7, 7A, 8, 9, 9B, 10, 10A, 11, 12, 15, 17, 17B, 18, 18B, 19 1136, 1578, 1804 5611, 5612, 5620, 5622, 5700, 5701, 5702, 5707, 5710, 5711, 5712, 5716, 5721, 5722, 5726, 5727, 5728, 5729, 5736, 5741, 5742, 5744, 5746, 5748, 5757, 5758, 5856, 5857, 5931, 5932 |